# ジャイキリダイアン
『ジャイキリダイアン』は、2025年4月2日（1日深夜）からテレビ朝日の『バラバラ大作戦』（火曜第2部）で放送されているバラエティ番組であり、ダイアンの冠番組。

## 出演者
- ダイアン（ユースケ・津田篤宏）

## ネット局と放送時間
| 放送対象地域 | 放送局                 | 系列           | 放送日時                     | ネット状況 | 備考  |
| ------------ | ---------------------- | -------------- | ---------------------------- | ---------- | ----- |
| 関東広域圏   | テレビ朝日（EX）       | テレビ朝日系列 | 水曜 2:17 - 2:36（火曜深夜） | 制作局     |       |
| 新潟県       | 新潟テレビ21（UX）     | テレビ朝日系列 | 木曜 0:45 - 1:10（水曜深夜） | 遅れネット | [ 2 ] |
| 静岡県       | 静岡朝日テレビ（SATV） | テレビ朝日系列 | 日曜 1:00 - 1:25（土曜深夜） | 遅れネット | [ 3 ] |
| 福岡県       | 九州朝日放送（KBC）    | テレビ朝日系列 | 金曜 1:20 - 1:42（木曜深夜） | 遅れネット | [ 4 ] |

## スタッフ
- ナレーター：村田秀亮（とろサーモン）
- 構成：植田将崇、興津豪乃、大崎泰義、清水シュンゴ
- CAM：山本健太
- AUD：村本達弥
- ロゴ・デザイン：榛葉大介
- 美術進行：入江大介
- 編集：岩品博之
- MA：佐藤卓也
- 音効：遠藤治朗
- 編成：宇喜多宏美、北見駿也
- 宣伝：石田京子
- コンテンツ：荒木美住
- 技術協力：スウィッシュ・ジャパン、麻布プラザ、東京オフラインセンター
- 音楽協力：テレビ朝日ミュージック
- AD：望月裕未、樋口拓人
- ディレクター：武田聡志、田村秋男、井上一平
- プロデューサー：青田和大
- 演出・プロデューサー：山本雅一
- ゼネラルプロデューサー：小島健嗣
- エグゼクティブプロデューサー：加地倫三
- 制作協力：エヂカラ
- 制作：テレビ朝日ビジネスソリューション本部コンテンツ編成局第1制作部
- 制作著作：テレビ朝日